# Heterovalgus itohi
Heterovalgus itohi är en skalbaggsart som beskrevs av Miyake 1994. Heterovalgus itohi ingår i släktet Heterovalgus och familjen Cetoniidae. Inga underarter finns listade i Catalogue of Life.